# Эрнандес, Мойсес
Мойсес Эрнандес (исп. Moises Hernandez; род. 5 марта 1992, Даллас) — гватемальский футболист, защитник клуба «Даллас Сайдкикс» и сборной Гватемалы.

## Клубная карьера
Эрнандес — воспитанник клуба «Даллас» из своего родного города. 30 июля 2010 года клуб подписал с ним контракт по правилу доморощенного игрока. В июне 2012 года для получения игровой практики он на правах аренды был отдан в гватемальский «Комуникасьонес». 7 октября 2012 года в матче против «Маркенсе» Мойсес дебютировал в Лиге Насьональ. В начале 2013 года он вернулся в «Даллас», но вновь был отдан в аренду — его новым клубом стала коста-риканская «Саприсса». 3 февраля в поединке против «Уругвая» Эрнандес дебютировал в чемпионате Коста-Рики. В том же году он стал обладателем Кубка Коста-Рики.
В начале 2014 года Мойсес вернулся в «Даллас». 9 марта в поединке против канадского «Монреаль Импакт» он дебютировал в MLS.
29 апреля 2016 года «Даллас» сообщил, что оставшуюся часть сезона 2016 Эрнандес проведёт в аренде в клубе Североамериканской футбольной лиги «Райо ОКС».
24 января 2017 года контракт Эрнандеса и «Далласа» был расторгнут по взаимному согласию.
После ухода из «Далласа» Эрнандес вернулся в «Комуникасьонес» на постоянной основе. 14 июня 2018 года Эрнандес объявил, что покидает «Комуникасьонес».
31 июля 2018 года Эрнандес вновь подписал контракт с «Далласом». 6 сентября 2018 года Эрнандес отправился в аренду в клуб USL «Сан-Антонио» на оставшуюся часть сезона 2018. 21 марта 2019 года он вернулся в аренду в «Сан-Антонио» на весь сезон 2019. По окончании сезона 2019 «Даллас» не продлил контракт с Эрнандесом.
30 декабря 2019 года Эрнандес подписал контракт с клубом чемпионата Гватемалы «Антигуа-Гуатемала».
30 декабря 2021 года было объявлено о переходе Эрнандеса в «Мунисипаль».
19 января 2023 года Эрнандес вернулся играть в США, подписав контракт с клубом Чемпионшипа ЮСЛ «Майами».
1 декабря 2023 года Эрнандес подписал контракт с шоубольным клубом «Даллас Сайдкикс» на предстоящий сезон Major Arena Soccer League 2023/24.

## Международная карьера
В 2011 году в составе молодёжной сборной США Эрнандес принял участие в молодёжном чемпионате КОНКАКАФ в Гватемале. На турнире он сыграл в матчах против команд Панамы и Гватемалы.
Позже Мойсес принял решение выступать за Гватемалу, так у него гватемальские корни. 27 марта 2015 года в товарищеском матче против сборной Канады Эрнандес дебютировал за сборную Гватемалы.
В 2015 году в составе сборной Мойсес принял участие в розыгрыше Золотого кубка КОНКАКАФ. На турнире он сыграл в матче против сборной Мексики и Тринидада и Тобаго.
Эрнандес был включён в состав сборной Гватемалы на Золотой кубок КОНКАКАФ 2021.

## Достижения
Командные
 «Саприсса»
- Обладатель Кубка Коста-Рики: 2013